# Pherepedaliodes subtangula
Pherepedaliodes subtangula är en fjärilsart som beskrevs av Otto Staudinger 1897. Pherepedaliodes subtangula ingår i släktet Pherepedaliodes och familjen praktfjärilar. Inga underarter finns listade i Catalogue of Life.